# Asiamericana asiaticus
Asiamericana asiaticus és una espècie de dinosaure teròpode que va ser anomenat per a reconèixer l'existència de dents fòssils semblants a l'Àsia central i Amèrica del Nord. Aquestes regions van formar una massa terrestre connectada durant el període Cretaci i s'hi fa referència com a Asiamèrica. Asiamericana s'ha classificat provisionalment com un espinosàurid.
Les dents foren descobertes per L. A. Nesov l'any 1995. Les troballes estan basades en tres dents trobades al desert de Kyzyl Kum central, Uzbekistan, comparables a altres dents trobades al Kazakhstan i Amèrica del Nord, que s'han il·lustrat però no s'han descrit formalment.

## Qüestions de la classificació
El mateix Nesov ha advertit que aquestes dents inusuals podrien pertànyer a un peix saurodont en comptes de a un dinosaure.